# 杜迪·布卢姆菲尔德
杜迪·布卢姆菲尔德（英語：Doodie Bloomfield，1918年8月8日—1950年11月14日），加拿大男子篮球运动员。他曾代表加拿大获得1948年夏季奥运会男子篮球比赛第九名。他于1950年在蒙特利尔去世。